# 小野寺典子
小野寺 典子（おのでら のりこ）は、日本の言語学者。青山学院大学文学部教授。日本語用論学会副会長。東京都出身。

## 概略
産能短期大学能率科専任講師、日本女子大学英文学科非常勤講師などを経て現職。英語および日本語における、談話標識の研究をしている。また、表現の機能や意味を歴史的に視点から分析するという歴史語用論も専門とする。

## 学歴
- 女子学院中学校・高等学校卒業[3][4]
- 上智大学文学部仏文学科卒業[3][4][5]
- オーストラリア・ニューサウスウェールズ州パラマタ高等学校（国際ロータリークラブ青少年交換プログラム）修了[4]
- 埼玉大学大学院文化科学研究科言語文化論専攻（言語学）修士課程修了[4][5]
- 日本女子大学大学院文学研究科英文学専攻（言語学）博士後期課程退学[4][5]
- ジョージタウン大学大学院言語学科（社会言語学）博士課程（Ph.D.）修了[4][5]

## 論文
- 「Butの「対照」の意味とその動機付け：Dialoguality(対話形式)とdialogicity （二者の視点）からの一考察」『英文学思潮』81巻　青山学院大学英文学会
- 2006「歴史語用論の成立と射程」『語用論研究』第8号（日本語用論学会）, 69-82ページ